# 39e parallèle sud
Pour les articles homonymes, voir 39e parallèle.
En géographie, le 39e parallèle sud est le parallèle joignant les points de la surface de la Terre dont la latitude est égale à 39° sud.

## Géographie

### Dimensions
Dans le système géodésique WGS 84, au niveau de 39° de latitude sud, un degré de longitude équivaut à 86,626 km ; la longueur totale du parallèle est donc de 31 185 km, soit environ 78 % de celle de l'équateur. Il en est distant de 4 319 km et du pôle Sud de 5 683 km,.

### Régions traversées
Le 39e parallèle sud passe au-dessus des océans sur environ 96 % de sa longueur.
Le tableau ci-dessous résume les différentes zones traversées par le parallèle, d'ouest en est :
| Zone                                    | Début                 | Fin                   | Longueur (km) |
| --------------------------------------- | --------------------- | --------------------- | ------------- |
| Océans Atlantique et Indien             | 39° 00′ S, 61° 08′ O  | 39° 00′ S, 146° 17′ E | 17 968        |
| Australie (péninsule Wilsons, Victoria) | 39° 00′ S, 146° 17′ E | 39° 00′ S, 146° 27′ E | 14            |
| Océan Pacifique                         | 39° 00′ S, 146° 27′ E | 39° 00′ S, 174° 10′ E | 2 401         |
| Île du Nord (Nouvelle-Zélande)          | 39° 00′ S, 174° 10′ E | 39° 00′ S, 177° 54′ E | 323           |
| Océan Pacifique                         | 39° 00′ S, 177° 54′ E | 39° 00′ S, 73° 20′ O  | 9 422         |
| Amérique du Sud                         | 39° 00′ S, 73° 20′ O  | 39° 00′ S, 61° 08′ O  | 1 057         |

## Villes
Les principales villes situées à moins d'un demi-degré de part et d'autre du parallèle sont :
- Argentine : Bahía Blanca, Neuquén
- Chili : Temuco
- Nouvelle-Zélande : Gisborne, New Plymouth